# Rise and Fall, Rage and Grace
Rise and Fall, Rage and Grace è l'ottavo album in studio del gruppo musicale statunitense The Offspring, pubblicato il 17 giugno 2008 dalla Columbia Records.
Il disco venne preceduto dal singolo di lancio Hammerhead (pubblicato il 6 maggio dello stesso anno), l'album debuttò alla decima posizione nella Billboard 200.
Il 16 giugno 2023 viene pubblicata un'edizione deluxe per celebrare i 15 anni dell'album.

## Reazioni
Le reazioni del disco da parte dei fan sono state generalmente positive, nonostante siano mescolate ad alcune critiche. Mentre All Music Guide ha comparato Fix You all'omonimo brano dei Coldplay (assegnando inoltre un punteggio di due stelle su cinque per l'album, ritenuto troppo "tranquillo"), Kerrang! ha attribuito un voto di 4 su 5, affermando che Rise and Fall, Rage and Grace è un'ottima riconferma.

Il cantante Dexter Holland rispose a queste critiche in un'intervista al Los Angeles Times:

## Tracce
Testi e musiche degli Offspring (eccetto dove indicato).
1. Half-Truism – 3:26
2. Trust in You – 3:09
3. You're Gonna Go Far, Kid – 2:58
4. Hammerhead – 4:38
5. A Lot like Me – 4:28
6. Takes Me Nowhere – 3:00
7. Kristy, Are You Doing Okay? – 3:43
8. Nothingtown – 3:29
9. Stuff Is Messed Up – 3:33
10. Fix You – 4:19
11. Let's Hear It for Rock Bottom – 4:05
12. Rise and Fall – 2:59

### Traccia aggiuntiva nella versione giapponese[18]
1. O.C. Life – 2:53 (Rikk Agnew) – cover dei D.I.

## Formazione[3]
Gruppo
- Dexter Holland – voce, chitarra elettrica, chitarra acustica, pianoforte
- Greg K – basso, cori
- Noodles – chitarra, cori

Altri musicisti
- Josh Freese – batteria
- Higgins (X-13) – cori

## Classifiche
| Classifica (2008)         | Posizione massima |
| ------------------------- | ----------------- |
| Australia                 | 3                 |
| Austria                   | 7                 |
| Belgio (Fiandre)          | 36                |
| Belgio (Vallonia)         | 32                |
| Canada                    | 4                 |
| Finlandia                 | 12                |
| Francia                   | 6                 |
| Germania                  | 13                |
| Giappone                  | 3                 |
| Italia                    | 27                |
| Nuova Zelanda             | 9                 |
| Paesi Bassi               | 73                |
| Portogallo                | 24                |
| Regno Unito               | 39                |
| Repubblica Ceca           | 31                |
| Spagna                    | 43                |
| Stati Uniti               | 10                |
| Stati Uniti (alternative) | 4                 |
| Stati Uniti (rock)        | 4                 |
| Svezia                    | 52                |
| Svizzera                  | 5                 |